# Breaking the Law
"Breaking the Law" là một bài hát của ban nhạc heavy metal người Anh Judas Priest, ban đầu được phát hành trong album British Steel (1980). Đây là một trong những đĩa đơn nổi tiếng nhất của ban nhạc, và dễ dàng nhận ra qua khúc guitar riff mở đầu bài.

## Sáng tác
Trước khi phát hành album British Steel (1980), Judas Priest đã có động thái làm nhạc của họ thành âm thanh đơn giản và ít cầu kỳ hơn. Phương án này vô cùng hiệu quả này trong British Steel. "Breaking the Law" kết hợp khúc riff mở đầu dễ nhận biết và điệp khúc nhịp nhàng ở điệu tính thứ làm hai câu hook chính. Có một phần thay đổi trên khúc bridge bằng nhạc khí, ở tiến trình hợp âm mới mà Halford hét "You don't know what it's like!" trước khi hiệu ứng âm thanh của còi xe cảnh sát đưa bài trở lại câu riff chính. Đoạn outro của bài là câu riff chính được lặp lại nhiều lần với Halford hát điệp khúc còn Downing đánh hợp âm năm.

Ví dụ về tiến trình hòa âm heavy metal điển hình i-VI-VII Aeolian (La thứ-Fa-Sol): câu riff chính trong bài "Breaking the Law" của Judas Priest.

Bài hát có chứa một vài hiệu ứng âm thanh, gồm tiếng thủy tinh vỡ và còi xe cảnh sát. Ban nhạc thu âm British Steel tại Tittenhurst Park (lúc ấy là tư gia của tay trống Ringo Starr của the Beatles). Ở phần hiệu ứng thủy tinh vỡ, ban nhạc sử dụng những chai sữa mà người giao sữa mang đến vào buổi sáng, còn tiếng còi xe cảnh sát thực ra là do tay guitar K. K. Downing sử dụng kỹ thuật tremolo trên cây đàn Stratocaster.
Sau này Halford chia sẻ: "Cái thời ấy ở Anh nổ ra rất nhiều cuộc xung đột với chính phủ, thợ mỏ đình công, công đoàn xe hơi cũng đình công, rồi bạo loạn trên phố. Đó là khoảng thời gian khủng khiếp. Đấy là động lực để tôi viết lời bài hát nhằm cố kết nối với cảm giác ở ngoài đó."

## Video âm nhạc
Do Julien Temple làm đạo diễn, video âm nhạc (MV) bắt đầu bằng cảnh giọng ca Rob Halford ngồi hát đằng sau ghế lái của chiếc xe Cadillac Fleetwood Eldorado 1974. Halford gặp hai người đàn ông mặc đồ linh mục và đem theo hộp đựng guitar, rồi họ cùng bước chân vào ngân hàng. Ở điệp khúc breaking the law, hai người đàn cởi bỏ lớp hóa trang và để lộ họ là hai nghệ sĩ guitar K. K. Downing và Glenn Tipton. Kế đến xuất hiện những người đi cùng họ là tay bass Ian Hill và tay trống Dave Holland. Những người trong ngân hàng bị bất lực trước tiếng guitar - vũ khí của họ. Trong khi đó, viên bảo vệ (vừa mới thức giấc) kinh ngạc theo dõi họ qua màn hình camera quan sát. Ban nhạc xông vào phá két (Halford thể hiện sức mạnh "phi thường" khi đẩy hai sóng sắt ra). Halford lấy ra từ két một giải đĩa vàng cho album British Steel (MV được ghi hình trước khi album giành đĩa bạch kim). Họ sớm mang đĩa nhạc rời ngân hàng và lái xe đi mất. Mỉa mai thay, việc chơi nhạc trong ngân hàng hay lấy đồ của chính mình từ két đều không phạm pháp, dẫu giọng ca chính Rob Halford có phạm luật chuyển động khi anh đứng lên lúc họ lái xe chạy trốn. Thước phim ghi lại buổi hòa nhạc của Judas Priest được chiếu trên màn hình camera quan sát, và viên bảo vệ đang diễn bằng cây guitar giả, đắm chìm vào âm nhạc. MV kết thúc bằng cảnh cả ban nhạc lái xe trở lại đường A40, lặp lại điệp khúc cho đến hết bài.
Sau này Downing chia sẻ: "Tôi phải thật sự cười khúc khích về cách mà họ bắt chúng tôi làm, dẫu là chuyện gì chăng nữa. Song chúng tôi khi ấy còn trẻ và thật thú vị, chúng tôi có lẽ đang làm video chủ đề heavy metal đầu tiên. Nó nhắc chúng tôi rằng bất kể chúng tôi có lớn mạnh hay quyền lực đến đâu, bọn tôi vẫn làm mọi điều mà khán giả muốn..." MV lời bài hát chính thức của ca khúc được đăng tải vào tháng 4 năm 2020.

## Trình diễn
Sau khi British Steel được phát hành, "Breaking the Law" trở thành tiết mục nổi bật trong số các màn biểu diễn nổi tiếng nhất của Judas Priest. Tiết mục thể hiện bài hát đã thay đổi kể từ lần đầu nhóm trình bày bài trong World Wide Blitz Tour (1981) diễn ra sau British Steel, Point of Entry: lúc đầu ban nhạc định chơi giống như bản gốc trong British Steel. Sau đó đôi lúc ban nhạc đánh câu riff mở đầu khi Halford đánh cây đàn của Downing, Downing đánh cây đàn của Tipton còn Tipton đánh cây đàn của Hill, rồi họ nhanh chóng tản ra trở về vị trí thông thường trên sân khấu để thể hiện phần phiên khúc (ví dụ như tại VH1 Rock Honors). Theo thời gian, ban nhạc đã tăng tiết tất của bài trong các diễn trực tiếp. Ở các lần diễn ấy, Halford kết bài bằng việc hét lên cụm từ "Breaking the Law".
Ngày 18 tháng 7 năm 2016, tại lễ trao giải âm nhạc Alternative Press Music Awards, giọng ca Rob Halford đã lên sân khấu biểu diễn bài "Breaking the Law" với các thành viên của ban nhạc Babymetal. Ca khúc cũng được nhóm thể hiện trong lần họ được ghi danh tại Đại sảnh Danh vọng Rock and Roll. Trong một tập phim của The Simpsons, ban nhạc đã xuất hiện trong vai khách mời để thể hiện bài hát.

## Đánh giá chuyên môn
Bài hát có mặt ở vị trí số 40 trong danh sách 40 bài hát metal vĩ đại nhất của VH1. Năm 2009, VH1 cũng bầu "Breaking the Law" là bài hát hard rock vĩ đại thứ 12 mọi thời đại. PopMatters nhận xét rằng ca khúc "mở đầu bằng câu riff thuộc hàng nổi tiếng lịch sử nhạc metal, chẳng mất thì giờ để lọt vào đầu thính giả.'" Rolling Stone xếp ca khúc ở hạng bốn trong danh sách 100 bài hát heavy metal vĩ đại nhất.

## Mặt B
"Metal Gods" là một bài hát của Judas Priest trích từ album British Steel. Đây là bài mặt B của ca khúc "Breaking the Law".

### Sáng tác
Âm thanh tiếng kim loại trong bài hát do gậy bắn bi-a và khay đựng dao kéo tạo ra. Giọng ca Rob Halford chia sẻ về bài hát trên Billboard: "Tôi là người hâm mộ khoa học viễn tưởng và tôi nghĩ mình đã sáng tác lời bài hát từ thế giới ấy: những con robot, khoa học viễn tưởng và thần kim loại nhờ liên kết từ ngữ. Đấy là phát ngôn chống lại thứ kiểu như Big Brother, về những những vị thần kim loại đang nằm quyền". Tay guitar K.K. Downing thì phát biểu: "Khi đang thu âm bài, chúng tôi cực kỳ vui khi cố tạo ra âm thanh giống kim loại nhất có thể. Chúng tôi lắc khay đựng dao kéo trước microphones để tạo ra âm thanh bước đi của bàn chân bằng kim loại". Halford nói thêm: "Những ngày ấy chưa có Internet, vì thế bạn không thể lên mạng và tải nhạc mẫu về. Vì thế chúng tôi đánh một đoạn hợp âm guitar trong hộp đựng trên máy bay hoặc thọc gậy bi-a trước microphone để tạo hiệu ứng audio. Tôi nghĩ là mình đã nhấc và thả cái khay đựng dao kéo ấy 100 lần". Downing còn nói thêm: "Ringo Starr thật sự là chủ căn nhà mà chúng tôi ở lúc ấy, vì thế chúng tôi đi quanh nhà để xem nhà Ringo có gì để đưa vào bản thu không. Vì vậy tôi đoán chính dao và dĩa của Ringo đã tạo ra âm thanh đích thực của 'Metal Gods' - thật khôi hài khi nhận ra chi tiết này".

## Xếp hạng
| Xếp hạng (1980) | Vị trí cao nhất |
| --------------- | --------------- |
| Ireland (IRMA)  | 19              |
| Anh Quốc (OCC)  | 12              |

- "Breaking the Law" không lọt được vào bảng xếp hạng Billboard Hot 100 của Hoa Kỳ.[7]